# Skotsk uafhængighed
 Der er for få eller ingen kildehenvisninger i denne artikel, hvilket er et problem. Du kan hjælpe ved at angive troværdige kilder til de påstande, som fremføres i artiklen.

Skotsk uafhængighed er et ønske blandt partier, organisationer og privatpersoner i Skotland om at løsrive Skotland fra Storbritannien. Skotland var senest et selvstændigt land i 1706.
Tilhængerne af skotsk uafhængighed hævder, at nationens manglende evne til på egen hånd at træffe nationale og internationale beslutninger sker på bekostning af skotske interesser. Fordi England udgør langt størsteparten af Storbritannien, bliver de resterende dele af unionen overset, og det er ikke gavnligt for dem, fortsat at være en del deraf.
Kritikere hævder, at Skotland drager fordele af at være en del af et større land, og at de ikke derved mister deres nationale identitet.
Den skotske regering annoncerede, at den planlagde at udskrive en folkeafstemning om skotsk uafhængighed i efteråret 2014.

## Historie
Mellem 843 og 1707 var Kongeriget Skotland og Kongeriget England to adskilte lande. I 1707 fusionerede de to riger med underskrivelsen af Acts of Union (1707), og Kongeriget Storbritannien blev oprettet.
Stiftelsen af Det skotske nationalparti (SNP) i 1934 markerer et vigtigt punkt i historien om skotsk uafhængighed. Dette parti, der åbent har forpligtet sig til uafhængighed, har opnået repræsentation ved valg uafbrudt siden 1967, og det har haft absolut flertal i det skotske parlament siden 2011.

### Folkeafstemningen 2014
Førsteminister Alex Salmond (SNP) foreslog i januar 2012 at afholde en folkeafstemning om skotsk uafhængighed i efteråret 2014. Den britiske regering ledet af David Cameron aftalte, at folkeafstemningen vil være bindende. Afstemningen blev afholdt 18. september 2014 med resultatet 44,70 % for skotsk uafhængighed og 55,30 % imod uafhængighed. Salmond annoncerede sin afgang som skotsk førsteminister dagen efter folkeafstemningen.